# Казалекио ди Рено
Казалекио ди Рено (итал. Casalecchio di Reno) је насеље у Италији у округу Болоња, региону Емилија-Ромања.
Према процени из 2011. у насељу је живело 33789 становника. Насеље се налази на надморској висини од 71 м.

## Становништво
| 1936. | 1951.  | 1961.  | 1971.  | 1981.  | 1991.  | 2001.  | 2011.  |
| ----- | ------ | ------ | ------ | ------ | ------ | ------ | ------ |
| 8.396 | 10.093 | 19.404 | 36.674 | 35.915 | 34.503 | 33.029 | 35.173 |

## Партнерски градови
- Тренчин
- Папа